# La Route de l'Ouest (périodique)
Pour les articles homonymes, voir La Route de l'Ouest.
La Route de l’Ouest est une revue de bande dessinée publiée par Aventures et Voyages, éditeur de petits formats. Elle compte 183 numéros de juillet 1971 à janvier 1990 ; À l'origine trimestrielle, la revue devient bimestrielle à partir du numéro 14, puis mensuelle dès le numéro 31.

## Histoire
Initialement la série La Route de l'Ouest est publiée dans la revue Carabina Slim, le succès aidant, elle devient un périodique titre.
À partir du numéro 82, les épisodes sont des rééditions, les histoires originales italiennes étant achevées.

## Les séries
La Route de l’ouest (Gino D'Antonio et Tarquinio, Renato Polese etc.) : nos 1 à 183
- Captain James (Lucien Nortier puis Brisson) : nos 128 à 142
- Cliff Scott (Arturo del Castillo) : nos 49 à 51
- El Mestizo
- Giddap Joe (Ivo Pavone) : nos 152 à 189
- Jackaroe (Robin Wood et Juan Dalfiume) : nos 30 à 53
- Kenny Star (Arturo Del Castillo) : nos 7 à 48, 50, 51
- Kocis (Roger Lécureux et Joseph Garcia) : nos 159
- Là-bas dans l’Ouest (Miguel Repeto) : nos 115 à 127
- Old America (Paolo Ongaro) : nos 88 à 102
- Pacaguara (Cigogna et Jesús Blasco) : nos 120 à 127
- Plume Rouge (Mario Basari et Luigi Sorgini) : nos 64 à 85
- Timber Lee (Juan Arancio) : nos 97 à 119
- TOŸ (Michel-Paul Giroud)
- Wanneka le Navajo (Pagot et Capitanio) : nos 73 à 86
- Woody Snow (Paolo Ongaro, Plinio Pincirolli) : nos 103 à 114